# Truman (Minnesota)
Pour les articles homonymes, voir Truman.
Truman est une municipalité américaine située dans le comté de Martin au Minnesota.

## Géographie
La municipalité s'étend en 2010 sur une superficie de 1,09 mille carré (2,82 km2).

## Histoire
Truman est fondée en 1899 lors de l'arrivée du chemin de fer dans la région. Elle devient une municipalité l'année suivante. La localité doit son nom à Truman Clark, fils d'un dirigeant du Chicago, St. Paul, Minneapolis and Omaha Railway, ou à Truman Whited, l'un des premiers géomètres à découvrir le site.

## Démographie
Lors du recensement de 2010, la population de Truman est de 1 115 habitants.